# Odmicač malog prsta (noga)
Odmicač malog prsta (lat. musculus abductor digiti minimi) mišić je stražnje strane stopala. Mišić inervira lat. nervus plantaris lateralis. 

## Polazište i hvatište
Mišić polazi s petne kosti, plantarne aponeuroze i pete kosti donožja, a hvata se za proksimalni članak malog prsta. 